# 秦岭梣
秦岭梣（学名：Fraxinus paxiana），为木犀科梣属下的一个植物种。